# Wellerwerk
Als Wellerwerk bezeichnet man eine Baukonstruktion, bei der ein Geflecht aus Holz und Stroh mit einem Lehmputz bestrichen wurde. Vor der Verwendung von Ziegelsteinen war es eine weit verbreitete Methode, die einzelnen Fächer von Fachwerkbauten zu schließen. Ferner wurde sie beim Bau von Gewölben eingesetzt.